# Gunnedah Shire
Koordinaten: 30° 58′ S, 150° 15′ O

Gunnedah Shire ist ein lokales Verwaltungsgebiet (LGA) im australischen Bundesstaat New South Wales. Das Gebiet ist 4.987 km² groß und hat etwa 13.000 Einwohner.
Gunnedah liegt im Nordosten des Staates etwa 450 km nördlich der Metropole Sydney und 650 km südwestlich von Brisbane. Das Gebiet umfasst 25 Ortsteile und Ortschaften: Blue Vale, Carroll, Emerald Hill, Ghoolendaadi, Gunnedah, Keepit, Kelvin, Marys Mount, Milroy, Mullaley, Orange Grove, Rangari und Teile von Boggabri, Breeza, Caroona, Curlewis, Goolhi, Piallaway, Premer, Spring Ridge, Tabar Springs, The Pilliga, Wean, Werris Creek und Willala. Der Sitz des Shire Councils befindet sich in Gunnedah im Zentrum der LGA, wo etwa 10.400 Einwohner leben.

## Verwaltung
Der Gunnedah Shire Council hat neun Mitglieder, die von den Bewohnern der LGA gewählt werden. Gunnedah ist nicht in Bezirke untergliedert. Aus dem Kreis der Councillor rekrutiert sich auch der Mayor (Bürgermeister) des Councils.